# جان شارليس سيريلي
جان شارليس سيريلي (10 سبتمبر 1982 بسانت إتيان في فرنسا - ) (بالفرنسية: Jean-Charles Cirilli)‏ هو لاعب كرة قدم فرنسي في مركز الدفاع. لعب مع نادي أرليه أفينيون ونادي أميين ونادي سانت إتيان ونادي فريجوس ونادي كان ونادي نيس ونيم أولمبيك ولو بوي فوت 43 أوفيرني ‏.

## وصلات خارجية
- جان شارليس سيريلي على موقع قاعدة بيانات كرة القدم.إي يو (الإنجليزية)